# Lijst van burgemeesters van Ittervoort
Dit is een lijst van burgemeesters van de voormalige Nederlandse gemeente Ittervoort in de provincie Limburg tot deze gemeente op 1 juli 1942 werd samengevoegd met de gemeenten Hunsel en Neeritter tot de gemeente Hunsel. Deze ging per 1 januari 2007 op in de nieuwe gemeente Leudal.
| Ambtsperiode | Naam burgemeester   | Partij of stroming | Bijzonderheden                              |
| ------------ | ------------------- | ------------------ | ------------------------------------------- |
| 1800 - 1802  | J. Donders          |                    |                                             |
| 1802 - 1808  | J. Piels            |                    |                                             |
| 1808 - 1819  | J.N. van den Schoor |                    |                                             |
| 1819 - 1825  | L. Geelen           |                    |                                             |
| 1825 - 1832  | G. Keijaerts        |                    |                                             |
| 1832 - 1849  | J.M. Grispen        |                    |                                             |
| 1849 - 1861  | L. Grispen          |                    |                                             |
| 1862 - 1865  | J.J.Th. Rubens      |                    | tevens burgemeester van Thorn               |
| 1866 - 1907  | J.M. Grispen        |                    |                                             |
| 1907 - 1936  | P.M.H. Driessens    |                    |                                             |
| 1936 - 1941  | C.N.M. Kortmann     |                    |                                             |
| 1942         | P.J.J. Beursgens    | NSB                | tevens burgemeester van Hunsel en Neeritter |